# 고건 (컴퓨터 과학자)
고건(高健, Kern Koh, 1948년 ~ 2018년 10월 26일)은 대한민국의 컴퓨터 공학자이며, 서울대학교 교수로 지냈다.

## 학력
- 경기중학교 졸업
- 경기고등학교 졸업
- 서울대학교 응용물리학 학사
- 버지니아 대학교 컴퓨터과학 석사
- 버지니아 대학교 컴퓨터과학 박사

## 경력
- Bell Labs (벨 연구소) 근무
- 서울대 교수, 학술정보원장, 명예교수[1]
- 전주대학교 총장[2]
- 이화여대 석좌교수

## 상훈
- 1994년 한국정보과학회 학술상
- 2003년 대한민국 근정포장

## 주요 업적
1983년부터 서울대 교수로 재직하면서 국내 최초로 대학에 인터넷 교육망을 설치하는 등 국내 대학 및 정부기관의 1세대 인터넷망 설치 사업을 주도했다. 컴퓨터 운영체제 연구실(Operating System Lab)을 운영하였다.

### 공개소프트웨어 운동
2007년부터 4년간 제4대 한국공개소프트웨어활성화포럼 의장을 지냈고, 오픈소스소프트웨어 재단 이사장으로도 활동했다. 그는 한국에서 공개SW의 대부로 불렸다.